# Maître-couple
 (mai 2023).
Si vous disposez d'ouvrages ou d'articles de référence ou si vous connaissez des sites web de qualité traitant du thème abordé ici, merci de compléter l'article en donnant les références utiles à sa vérifiabilité et en les liant à la section « Notes et références ».
En aérodynamique, comme en architecture navale, on appelle maître-couple la section transversale maximale d'un véhicule. Cette grandeur, qui est homogène à une surface, intervient dans l'expression de la traînée.

## Étymologie
En charpente navale classique ou métallique les couples sont les éléments de charpente transversaux posés sur la poutre maîtresse longitudinale du navire, la quille. Par analogie avec une cage thoracique on pourrait dire que les couples sont les côtes et que la quille est la colonne vertébrale du navire. S'il s'agit d'un fuselage d'avion, le terme de couple est souvent remplacé par le mot cadre. Le Maître-couple est celui qui a la plus forte section transversale, qui conditionne en partie la résistance hydrodynamique et aussi le passage dans les portes d'écluses ou de bassins de radoub.
Sur les navires anciens, la formule hydrodynamique empirique considérée comme optimale était dite « tête de morue et queue de maquereau » ; le maître couple se trouvait alors bien en avant du milieu de la longueur de la coque.

## Maître-couple, surface frontale et surface de référence
Le maître-couple peut être plus petit que la surface frontale, quand le corps ne présente pas ses dimensions transversales maximales (largeur et hauteur) à la même section. C'est le cas par exemple pour une carène de voilier, dont la largeur maximale est généralement plus reculée que le creux.
La surface de référence, quant à elle, intervient dans le calcul de la traînée {\displaystyle R} (encore nommée Résistance à l'avancement dans le fluide) : 
{\displaystyle R=q\cdot S\cdot C_{x}}
avec
{\displaystyle q} : pression dynamique = {\displaystyle {\frac {1}{2}}\rho V^{2}} avec {\displaystyle \rho } la masse volumique du fluide et {\displaystyle V} la vitesse relative du corps par rapport au fluide ;
{\displaystyle S} : la surface de référence (parfois dite par habitude dans certains domaines : surface du maître-couple) ;
{\displaystyle C_{x}} : le coefficient de traînée attaché à la surface de référence qui a présidé à son calcul.
S'agissant de cette Surface de référence, il faut garder en mémoire que le choix en est libre, pourvu que ce choix soit toujours précisé.
À propos du choix de la surface de référence, voir Choix de la surface de référence dans l'article Coefficient de traînée.

## Coefficient de traînée
Le coefficient de traînée Cx dépend de la forme (traînée de pression) et de la qualité de la surface (traînée de frottement). La traînée de pression comprend par exemple le système de vague d'un navire, la traînée induite et les interactions du fuselage avec la voilure pour un avion, les décollements de l'écoulement autour du véhicule (automobile).

## Réduction du maître-couple
La réduction du maître-couple et sa position par rapport au maître-couple des ailes est un critère important pour les avions supersoniques (loi des aires). En règle générale, la section du maître-couple est un critère d'habitabilité décisif (automobiles, voiliers, navires, avions de ligne). Pour des véhicules très allongés comme les trains, la composante de traînée venant du maître-couple compte peu par rapport au carénage du nez, à l'état de surface général du train (décrochements, accessoires en saillie) et à la traînée de roulement.